# Harbour Island
Harbour Island (aussi appelé Briland localement) est une île des Bahamas située au nord de l'île d'Eleuthera.
L'île est de taille assez réduite, puisqu'elle mesure à peu près 5 km de long pour une largeur d'environ 800 m.
L'île abrite environ 1 700 personnes. La principale agglomération de l'île s'appelle Dunmore Town qui dut sa prospérité, dans les années 1800 à la construction navale et à l'industrie sucrière.

## Tourisme
Harbour Island présente une concentration d'hôtels parmi les plus luxueux du pays et de somptueuses plages de sable rose.

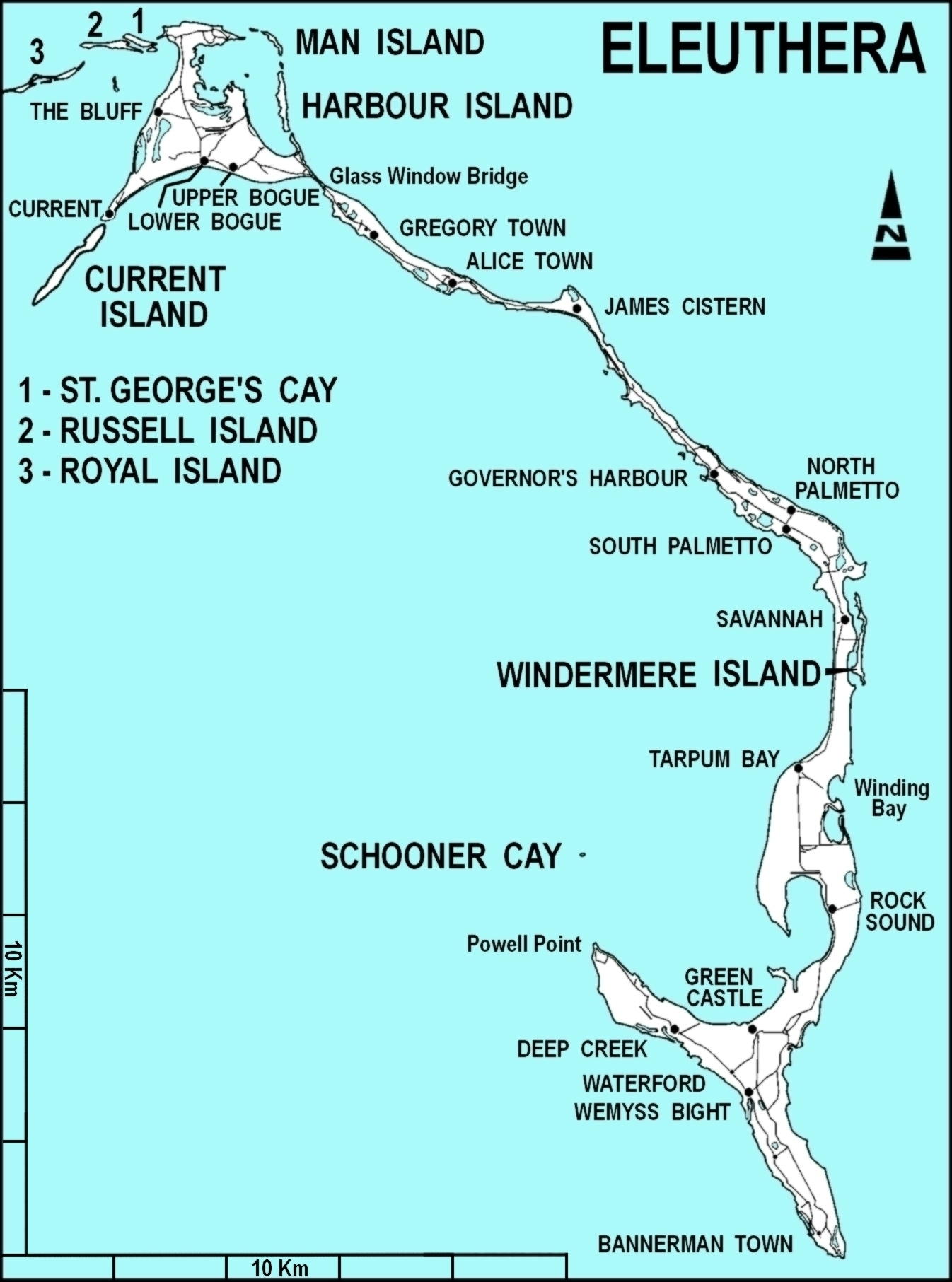
Eleuthera

## District
Harbour Island est l'un des 32 districts des Bahamas.

## Sources
- (en) Statoids.com
- (en) Carte de Harbour Island
- (en) Portail d'Harbour Island